# Résolution 1563 du Conseil de sécurité des Nations unies
Membres permanents
- Chine
- États-Unis
- France
- Royaume-Uni
- Russie

Membres non permanents
- Algérie
- Allemagne
- Angola
- Bénin
- Brésil
- Chili
- Espagne
- Pakistan
- Philippines
- Roumanie

Résolution no 1562 Résolution no 1564
La résolution 1563 du Conseil de sécurité des Nations unies est adoptée à l'unanimité le 17 septembre 2004. Après avoir réaffirmé toutes les résolutions sur la situation en Afghanistan, notamment les résolutions 1386 (de 2001), 1413 (de 2002), 1444 (de 2002) et 1510 (de 2003), et les résolutions 1368 (de 2001) et 1373 (de 2001) sur le terrorisme, le Conseil de sécurité proroge l'autorisation de la Force internationale d'assistance à la sécurité (FIAS) pour une nouvelle période d'un an.

## Résolution

### Observations
Le Conseil de sécurité reconnaît que la responsabilité d'assurer la sécurité et l'ordre public dans tout l'Afghanistan incombe aux Afghans eux-mêmes. Il rappelle l'Accord de Bonn et sa disposition relative à l'extension progressive de la Force internationale d'assistance à la sécurité à d'autres régions au-delà de Kaboul. Le conseil souligne également l'importance de l'expansion de l'autorité du gouvernement central et de la réforme du secteur de la sécurité. Il insiste également sur l'importance du désarmement, de la démobilisation et de la réintégration complets de toutes les forces armées. Il est craint que l'Accord de Bonn ne puisse être pleinement mis en œuvre en raison de la situation sécuritaire dans certaines parties du pays.
La résolution se félicite de la coopération de l'administration transitoire afghane, et de l'intention de la FIAS et de l'opération Enduring Freedom d'aider aux élections nationales. Le Conseil remercie également l'Eurocorps pour avoir pris la tête de la FIAS à la place du Canada. Le conseil détermine que la situation en Afghanistan constitue une menace pour la paix et la sécurité internationales.

### Contenu
Agissant en vertu du Chapitre VII de la Charte des Nations unies, le Conseil proroge le mandat de la Force internationale d'assistance à la sécurité pour une période de douze mois au-delà du 13 octobre 2004. La FIAS est invitée à travailler avec l'Administration transitoire et ses successeurs, le Représentant spécial du Secrétaire général et l'Opération Enduring Freedom.
Les États participant à la force sont autorisés à utiliser toutes les mesures nécessaires pour remplir le mandat, tandis que les autres États membres sont invités à fournir du personnel et des ressources à l'opération. Enfin, le commandement de la FIAS est prié de fournir des rapports trimestriels sur la mise en œuvre de son mandat.